# Sphaeromias corsoni
Sphaeromias corsoni är en tvåvingeart som först beskrevs av Ingram och John William Scott Macfie 1924.  Sphaeromias corsoni ingår i släktet Sphaeromias och familjen svidknott.
Artens utbredningsområde är Ghana. Inga underarter finns listade i Catalogue of Life.